# Actinoptera filaginis
Actinoptera filaginis är en tvåvingeart som först beskrevs av Friedrich Hermann Loew 1862.  Actinoptera filaginis ingår i släktet Actinoptera och familjen borrflugor. Arten är reproducerande i Sverige. Inga underarter finns listade i Catalogue of Life.